# Helictotrichon recurvatum
Helictotrichon recurvatum là một loài thực vật có hoa trong họ Hòa thảo. Loài này được (Swallen) Cope & Ryves mô tả khoa học đầu tiên năm 1996.